# (8491) Joelle-gilles
(8491) Joelle-gilles est un astéroïde de la ceinture principale.

## Description
(8491) Joelle-gilles est un astéroïde de la ceinture principale. Il fut découvert le 28 décembre 1989 à l'observatoire de Haute-Provence par Eric Walter Elst. Il présente une orbite caractérisée par un demi-grand axe de 2,41 UA, une excentricité de 0,15 et une inclinaison de 1,9° par rapport à l'écliptique.

## Compléments